# Refugio de Vida Silvestre Isla Corazón y Fragatas
El Refugio de Vida Silvestre Isla Corazón y Fragatas es un área protegida del Ecuador. Se encuentra ubicado en la provincia de Manabí. Fue declarado área protegida en 2002. Tiene una extensión de 2811 hectáreas. El área protege los últimos remanentes de manglar que quedan en el estuario.